# Sebastes minor
Sebastes minor és una espècie de peix pertanyent a la família dels sebàstids i a l'ordre dels escorpeniformes.

## Descripció
Fa 20 cm de llargària màxima i 85 g de pes.

## Reproducció
És de fecundació interna i vivípar. Al mar del Japó, la posta té lloc entre el maig i el juliol i la transformació de larves a juvenils s'assoleix quan arriben a 8-12 mm de longitud.

## Alimentació
A Rússia es nodreix de crustacis (amfípodes, eufausiacis, Mysida i copèpodes). El seu nivell tròfic és de 3,18.

## Hàbitat i distribució geogràfica
És un peix marí, demersal (entre 3 i 100 m de fondària) i de clima temperat (2 °C-17 °C), el qual viu a la frontera entre àrees sorrenques i esculls poblades d'algues del Pacífic nord-occidental: des de l'illa de Hokkaido (el Japó) fins a la península de Corea i Rússia (Sakhalín, el krai de Primórie i el sud de les illes Kurils), incloent-hi la mar del Japó i la mar d'Okhotsk.

## Observacions
És inofensiu per als humans, el seu índex de vulnerabilitat és moderat (39 de 100) i pot assolir una longevitat d'11 anys.